# Garnet (California)
Garnet è un census-designated place (CDP) degli Stati Uniti d'America situato in California, nella contea di Riverside.